# Algorithms
Algorithms ist eine monatlich erscheinende, begutachtete wissenschaftliche Fachzeitschrift mit thematischem Schwerpunkt Algorithmik, die seit 2008 von MDPI nach dem Open-Access-Modell herausgegeben wird. Zu Beginn war Kazuo Iwama (Universität Kyoto, Japan) der Hauptherausgeber. Zwischen Mai 2014 und September 2019 war Henning Fernau (Universität Trier) in dieser Funktion.
Der derzeitige Chefredakteur ist Frank Werner (Otto-von-Guericke-Universität Magdeburg).